# マカレウス (アイオロスの息子)
マカレウス（Macareus）は、ギリシア神話におけるアイオロスの息子。マカレウスと彼の妹カナケーは互いに恋に落ち、子供を作った。アイオロスに赤子の存在が知られると、カナケーは自殺を命じられ、マカレウスも自殺した。